# Niclas Nadj
Niclas Tibor Nadj (* 24. Dezember 2000 in Hamburg) ist ein deutscher Fußballspieler, der aktuell beim SV Meppen unter Vertrag steht.

## Karriere
Nach seinen Anfängen in der Jugend von Blau-Weiß Schenefeld wechselte er im Sommer 2009 in die Jugendabteilung des FC St. Pauli. Für seinen Verein bestritt er 22 Spiele in der B-Junioren-Bundesliga und 48 Spiele in der A-Junioren-Bundesliga, bei denen ihm insgesamt 29 Tore gelangen. Im Dezember 2018 unterschrieb er bei seinem Verein seinen ersten Profivertrag, kam aber nur zu Einsätzen in der zweiten Mannschaft in der Regionalliga Nord. Im Sommer 2022 erfolgte sein ligainterner Wechsel zum SC Weiche Flensburg 08.
Dort konnte er mit zwei Toren und sieben Vorlagen auf sich aufmerksam machen und er wechselte Mitte Januar 2023 in die 2. Bundesliga zum SC Paderborn 07 und kam dort auch zu seinem ersten Profieinsatz, als er am 3. März 2023, dem 23. Spieltag, bei der 1:2-Heimniederlage gegen den FC St. Pauli in der 65. Spielminute für Marco Schuster eingewechselt wurde. Bis zum Ende der Saison 2022/23 folgten zehn weitere Zweitligaeinsätze (zwei in der Startelf). Zudem kam Nadj viermal für die zweite Mannschaft in der Regionalliga West zum Einsatz. In der Hinrunde der Saison 2023/24 folgten sieben Zweitligaeinsätze (zweimal in der Startelf, ein Tor).
Ende Januar 2024 wurde er für den Rest der Drittligaspielzeit 2023/24 an den SC Verl verliehen. Unter Alexander Ende kam er auf 16 Ligaeinsätze und ein Tor.
Im Sommer 2024 kehrte er nach Paderborn zurück und wurde vom Cheftrainer Lukas Kwasniok aus dem Zweitligakader aussortiert. Nadj gehörte fortan fest der zweiten Mannschaft an, für die er in der Saison 2024/25 fünf Spiele in der Regionalliga West absolvierte. Anschließend verließ er den Verein mit seinem Vertragsende. Ende Juli 2025 wurde der Wechsel zum SV Meppen bekanntgegeben.

## Persönliches
Sein Vater ist der ehemalige Profifußballer Tibor Nadj.